# Johannes Breitkopf
Johannes Breitkopf (ur. 22 września 1891 w Gościęcinie, zm. 14 stycznia 1953 w Berlinie) – niemiecki duchowny rzymskokatolicki.

## Życiorys
Urodził się 22 września 1891 w powiecie kozielskim, który wówczas znajdował się na terytorium Niemiec, jako syn Theodora i Pauliny z domu Grötschel. Szkołę podstawową ukończył w rodzinnej wsi, a następnie był uczniem gimnazjum w Koźlu. Po jego ukończeniu studiował teologię na Uniwersytecie Wrocławskim oraz na Westfalskim Uniwersytecie Wilhelma w Münsterze.
Podczas I wojny światowej służył jako oficer rezerwy, walcząc we Francji. Będąc ciężko rannym, dostał się do niewoli, z której powrócił do Niemiec w 1920. 
We Wrocławiu podjął przerwane studia na uniwersytecie i 23 kwietnia 1922 otrzymał święcenia kapłańskie w katedrze św. Jana Chrzciciela. Pierwszą pracę duszpasterską podjął w parafii Świętych Apostołów Piotra i Pawła w Legnicy jako wikariusz, będąc jednocześnie katechetą w gimnazjum żeńskim (obecnie pl. Słowiański 5). W 1929 został proboszczem, najpierw w parafii Apostołów Piotra i Pawła w Sycowie, a następnie w 1932 w parafii św. Zygmunta i św. Jadwigi Śląskiej w Koźlu. W tej parafii prowadził szeroką działalność duszpasterską i organizacyjną. Wraz z prof. Johannesem Kobkiem rozkrzewił muzykę kościelną, wprowadzając w czasie nabożeństw łacińskie msze i oratoria wybitnych kompozytorów. W 1938 wrocławska rozgłośnia radiowa (niem. Radio Breslau) transmitowała koncerty organowe przy akompaniamencie chóru i orkiestry, wykonywane z kozielskiego kościoła. Poza tym swoją działalnością przyczynił się do zmiany wystroju kościoła parafialnego (m.in. budowy trzech nowych ołtarzy czy wbudowania nowych witraży w prezbiterium). Podczas remontu kościoła w 1938 odnaleziono kryptę grobową krewnych fundatora kościoła z rodu Oppersdorffów, będącą sensacją dla historyków. Zainicjował również budowę nowego budynku plebanii, którą ozdobiono wówczas freskami.
Podczas II wojny światowej, w czasach nazizmu, kiedy publiczne używanie języka polskiego było zakazane, nie bał się głosić kazań w tym języku, jak również w innych językach do przebywających na terenie miasta jeńców wojennych. Był z tego powodu prześladowany i szykanowany przez gestapo. 
Po zakończeniu wojny w wyniku zmian ustrojowych i terytorialnych stał się osobą niewygodną, w wyniku czego 20 października 1945 został aresztowany przez milicję i usunięty z kozielskiej parafii. Trzy dni później został wywieziony wraz z niemieckojęzyczną grupą ludzi do Niemiec, trafiając do diecezji miśnieńskiej. W okresie od 28 stycznia do 30 kwietnia 1946 był duszpasterzem w Glashütte, a następnie od 1 maja 1946 proboszczem w parafii Wniebowzięcia NMP w Wilthen. Na początku stycznia 1953, uczestnicząc w Kongresie Liturgicznym w Berlinie, miał atak serca, po którym zmarł 14 stycznia. Pochowany został na berlińskim cmentarzu św. Jadwigi Śląskiej (niem. St. Hedwigs-Friedhof).